# Йохан I фон Мандершайд-Бланкенхайм-Геролщайн
Йохан I фон Мандершайд-Бланкенхайм-Геролщайн (на немски: Johann I von Manderscheid-Blankenheim-Gerolstein; * 1446; † 9 януари 1524 в Бланкенхайм) е граф на Мандершайд-Бланкенхайм-Геролщайн (1488 – 1524).
Той е вторият син на граф Дитрих III фон Мандершайд-Бланкенхайм, господар на Бланкенхайм, Шлайден, Юнкерат, Мандершайд, Кайл и Даун († 10 февруари 1498) и съпругата му Елизабет фон Шлайден († пр. 7 февруари 1469), дъщеря на Йохан II, господар на Шлайден († 25 май 1434) и Анна фон Бланкенхайм († 21 декември 1444). През 1457 г. баща му е издигнат на имперски граф.
През 1488 г. баща му Дитрих III разделя собствеността си между синовете си. Йохан I е брат на граф Куно I фон Мандершайд (* 1444; † 24 юли 1489), господар на Кроненбург-Нойербург (1488 – 1489), и на Вилхелм фон Мандершайд (* 1447; † сл. 13 декември 1508), господар на Кайл и Даун (1488 – 1508). Граф Йохан получава Бланкенхайм, Юнкерат и замък Геролщайн (Герхардщайн) и основава линията „Мандершайд-Бланкенхайм-Геролщайн“, която изчезва с Карл-Фердинанд през 1697 г.

## Фамилия
Йохан I се жени 1473 г. за Маргарета фон Марк-д' Аренберг († 27 юни 1542), дъщеря на Еберхард III фон Марк-Аренберг, бургграф на Брюксел, губернатор на Люксембург († 1496) и първата му съпруга Маргерита де Бушут († 1476). Те имат 18 деца. Между тях: 
- Барбара фон Мандершайд-Бланкенхайм-Геролщайн (1490 – сл. 1522), омъжена на 30 март 1509 г. за Куно (Конрад) IV, господар на Винебург-Байлщайн († 1529)
- Герхард фон Мандершайд-Геролщайн-Бланкенхайм-Бетинген (1491 – 1548), женен на 7 май 1534 г. за Франциска фон Монфор († 1544)
- Арнолд I фон Мандершайд-Бланкенхайм (1500 – 1548), граф на Мандершайд-Бланкенхайм (1533 – 1548), женен на 19 февруари 1534 г. за графиня Маргарета фон Вид († 1571)